# Josef Dominik Karl Brugger
Josef Dominik Karl Brugger, auch Josef Dominik Carl Brugger (* 23. Oktober 1796 in Freiburg im Breisgau; † 11. Mai 1865 in Heidelberg) war ein deutscher Lehrer, deutschkatholischer Priester und Sprachschützer.

## Leben
Brugger studierte ab 1815 Naturwissenschaften, Medizin und Theologie an der Albert-Ludwigs-Universität Freiburg. Während seines Studiums wurde er 1818 Mitglied der Alten Freiburger Burschenschaft. Ab 1821 besuchte er das Priesterseminar in Meersburg und wurde dort 1824 zum Priester geweiht. Im selben Jahr erhielt er eine Lehrerstelle am Freiburger Gymnasium. 1828 promovierte er an der Universität Freiburg zum Dr. theol. Aus gesundheitlichen Gründen musste Brugger das Lehramt jedoch 1836 niederlegen und übernahm im selben Jahr eine Pfarrei in Kadelburg. Zu dieser Zeit unternahm Brugger einige Reisen innerhalb Europas. 1845 wurde er in die Pfarrei Heidelberg-Rohrbach versetzt.
Im April 1846 trat Brugger aus der römisch-katholischen Kirche aus und dem Deutschkatholizismus bei. Am 21. Mai wählte die deutschkatholische Gemeinde Heidelberg ihn zu ihrem Prediger; am 9. Juli wurde er durch Wilhelm Hieronymi in sein Amt eingeführt. Hier blieb er bis zu seinem Tode, obwohl er ehrenvolle Berufungen in andere Gemeinden erhielt. Auch durch Vorträge und Publikationen trat er für die deutschkatholische Bewegung ein.

## Wirken als Sprachkritiker
Brugger engagierte sich zumindest seit 1829, dem Erscheinungsjahr seiner Schrift Anleitung zur Selbstbildung, oder Grundzüge zur Veredlung des Charakters und zur Verfeinerung des Betragens, für die Herstellung einer deutschen Reinsprache. 1844 publizierte er in zahlreichen Zeitschriften einen Artikel, in dem er zur Bekämpfung von Fremdwörtern aufrief und gleichzeitig Reinigungsvorschläge zur deutschen Sprache machte. „Auffällig an diesem Aufruf ist die starke Hypostasierung des Deutschen als Heiligtum und der besondere nationalistische Ton“. Brugger „versteht den Gebrauch von Fremdwörtern als Zeichen für einen nicht vorhandenen Nationalstolz und das Engagement für ein fremdwortfreies Deutsch als politisch notwendig.“
In seinen Schriften Das Fremdwörterwesen und seine Nachtheile für deutsche Sprache, Gesinnung und deutsches Leben (1844) und Das Urbild der deutschen Reinsprache (1847) forderte Brugger die rigorose Nichtanwendung von Wörtern fremder Herkunft in der Öffentlichkeit. Dazu zählte er auch seit langem eingebürgerte Lehnwörter: So forderte er beispielsweise die Ersetzung von ‚Polizei‘ durch ‚Gewaltei‘, ‚Pille‘ durch ‚Arzneikügelchen‘, ‚akademisch‘ durch ‚hochwissanstaltlich‘ oder ‚Doktor‘ durch ‚Wißmeister‘. Keine seiner zahlreichen Ersetzungsvorschläge wurden jedoch angenommen, was vermutlich damit zusammenhängt, dass Brugger „fachlich für die Sprachforschung oder Sprachpflege überhaupt nicht qualifiziert“ war. So war auch seinem 1855 erschienenen Fremdwörterbuch für das deutsche Volk kein Erfolg beschieden.
1848 gründete Brugger den bis zu seinem Tode 1865 bestehenden Verein zur Beförderung der Deutschen Reinsprache und die zugehörige Vereinszeitschrift Die deutsche Eiche. Erste Zeitschrift zur Förderung deutschen Sinnes, deutscher Gesittung und deutscher Reinsprache. Im Namen des Vereins brachte er 1848 in die deutsche Frankfurter Nationalversammlung einen Antrag auf ein offizielles Fremdwortverbot ein. Dieser Antrag wurde jedoch nicht verhandelt.
Bei seiner Abwertung aller Fremd- und Lehnwörter benutzte Brugger „den derben puristischen Wortschatz“ und sprach von „Fremdlingen, Fremdanhängseln, Schmarotzerpflanzen, Ausrottung, Missbrauch, entehrender Entstellung“. Seine radikalen Auffassungen zur ‚Ausmerzung‘ aller Fremd- und Lehnwörter waren ausschließlich nationalistisch motiviert. Sein Fremdwortpurismus war derart extrem, dass sich der 1885 gegründete, einflussreiche Allgemeine Deutsche Sprachverein glaubte, sich von ihm distanzieren zu müssen.

## Veröffentlichungen
- 1829 Anleitung zur Selbstbildung, oder Grundzüge zur Veredlung des Charakters und zur Verfeinerung des Betragens. Freiburg: Wagner.
- 1830 Abendklänge in VI Gesängen mit Klavier oder Guitarrebegleitung. Selbstverlag.
- 1831 Erinnerungen aus Italien vom Jahre 1830. Freiburg: Wagner.
- 1831 Geist der alten Weisen Griechenlands und Roms, oder Religions- Staats- und Lebensansichten, Denksprüche und Sitten-Regeln der berühmtesten Griechen und Römer. Mit Kupfern nach Bartholomeo Pinelli. Augsburg: Schlosser.
- 1932 Die wichtigsten und nützlichsten Erfindungen und Entdeckungen in Gewerben, Handwerken, Künsten und Wissenschaften. Vom Anfange der Geschichte bis auf die neueste Zeit. Freiburg: Wagner.
- 1833 Christus unser Heil! Ein Gebet- und Erbauungsbuch für katholische Christen. Freiburg: Wagner.
- 1834 Erzählungen und Charaktergemälde berühmter Menschen aus allen fünf Welttheilen. Freiburg: Wagner.
- 1835 Badens Stiftertempel. Oder alphabetisch geordnete Sammlung aller katholischen, evangelischen und israelitischen Stiftungen, die vom Anfange der Großherzoglich Badischen Regierung bis Ende Juli 1834 mit landesherrlicher Genehmigung bekannt gemacht wurden. Freiburg: Wagner.
- 1835 Volksbibel für katholische Christen. Oder biblisches Unterrichts- und Erbauungsbuch worin die Ansichten und Aussprüche der heiligen Schriften des Alten und Neuen Testamentes, sowohl über die ganze Glaubens- und Sittenlehre, als auch über die wichtigsten Angelegenheiten und Verhältnisse des Lebens, mit praktischen Bemerkungen, in alphabetischer Ordnung enthalten sind. Freiburg: Wagner.
- 1836 Anleitung zum Gesang-Unterricht für Volksschulen. Eingeführt von dem katholischen Schulvorstande der Hauptstadt Freiburg. Freiburg: Wagner.
- 1840 Harfentöne aus der Hütte eines Einsamen am Rhein. Freiburg: Wagner.
- 1844 Das Fremdwörterwesen und seine Nachtheile für deutsche Sprache, Gesinnung und deutsches Leben. Ein Gedenkbuch für vaterlandliebende Deutsche. Stuttgart: Franckh.
- 1847 Das Christenthum im Geiste des neunzehnten Jahrhunderts. Vorträgen und Gebeten, gehalten in den deutsch-katholischen Gemeinden Heidelberg, Mannheim, Frankfurt, Worms, Konstanz, Stockach und Hüfingen. Eine Gabe für Deutsch Katholiken und ihre Freunde. Heidelberg: Wilhelm Hoffmeister.
- 1847 Das Urbild der deutschen Reinsprache. Aus der Geschichte, dem Wesen und dem Geiste unserer Sprache dargestellt; nebst einem Fremdwörterbuche. Heidelberg: Groos.
- 1850 Lebensbeschreibung des Dr. Brugger, deutschkatholischen Geistlichen der Gemeinde Heidelberg. Von ihm selbst verfasst. Selbstverlag.
- 1854 Aus dem Frühlinge meines Lebens. Gedichte. Heidelberg: Bangel & Schmitt.
- 1855 Fremdwörterbuch für das deutsche Volk. Mit 14000 Fremdwörtern. Heidelberg: Bangel und Schmitt.
- 1859 Ansichten über Welt und Zeit. Heidelberg: Bangel und Schmitt.
- 1862 Der Deutschkatholizismus in seiner Entwicklung. Dargestellt in der Geschichte der deutschkatholischen Gemeinde zu Heidelberg; nach urkundlichen Quellen und mit amtlichen Schriftstücken. 2 Bände. Heidelberg.
- 1862 Geschichte der Gründung und Entwicklung des Vereins der deutschen Reinsprache. Heidelberg: Mohr.
- 1863 Geist, Seele, Stoff. Heidelberg: Mohr.